# Anastasia Lin
Anastasia Lin (kinesiska: 林耶凡), född 1 januari 1990, är en kinesisk-kanadensisk skådespelare, skönhetsdrottning och människorättsaktivist. Hon föddes i Kina men bor i Kanada. Hennes far bor fortfarande i Kina. Hon valdes till Miss World Canada 2015 och skulle delta i Miss World 2015 i Kina, men tilläts inte inträda landet. Hon är en utövare av falungong, som förbjudits i Kina. Hon har medverkat i flera filmer som kritiserat korruption och förföljelse av religiösa minoriteter.